# Петар Галатијски
Преподобни Петар Галатијски је хришћански светитељ.
У седмој својој години напустио је дом родитељски ради Христа, и повукао се у пустињу. Ту се постом и молитвом толико усавршио да је многа чудеса чинио силом Духа Божјега. Око 429. године преселио се у вечно царство Христово, у својој 99. години.
Српска православна црква слави га 1. фебруара по црквеном, а 14. фебруара по грегоријанском календару.